# Stade Poitevin Volley Beach 2017-2018
Questa voce raccoglie le informazioni riguardanti lo Stade Poitevin Volley Beach nelle competizioni ufficiali della stagione 2017-2018.

## Organigramma societario
Area direttiva
- Presidente: Claude Berrard

Area tecnica
- Allenatore: Brice Donat
- Allenatore in seconda: Laurent Lecina

## Rosa
| N° | Nome                | Ruolo | Data di nascita  | Nazionalità sportiva |
| -- | ------------------- | ----- | ---------------- | -------------------- |
| 2  | Valentin Bezault    | P     | 26 agosto 1994   | Francia              |
| 4  | Baptiste Geiler     | S     | 12 marzo 1987    | Francia              |
| 5  | Jonatas dos Santos  | S     | 20 maggio 1993   | Brasile              |
| 6  | Menelaos Kokkinakīs | S     | 21 gennaio 1993  | Grecia               |
| 8  | Žiga Štern          | S     | 2 gennaio 1994   | Slovenia             |
| 9  | Gaël Tranchot       | C     | 14 aprile 1994   | Francia              |
| 10 | Vaianuu Mare        | O     | 27 gennaio 1994  | Francia              |
| 11 | Mohamed Al Hachdadi | O     | 2 febbraio 1991  | Marocco              |
| 12 | Florian Gosselin    | P     | 24 giugno 1987   | Francia              |
| 14 | Yaniss China        | L     | 7 ottobre 1989   | Francia              |
| 15 | Thomas Koelewijn    | C     | 18 dicembre 1988 | Paesi Bassi          |
| 16 | Frédéric Barais     | L     | 10 dicembre 1989 | Francia              |
| 17 | Jan Zimmermann      | P     | 12 febbraio 1993 | Germania             |
| 18 | Novica Bjelica      | C     | 9 febbraio 1983  | Serbia               |